# Rathauspark
Rathauspark är en park i Österrike.   Den ligger i förbundslandet Wien, i den östra delen av landet, i huvudstaden Wien. Rathauspark ligger 180 meter över havet.
Terrängen runt Rathauspark är platt åt sydost, men åt nordväst är den kuperad. Runt Rathauspark är det mycket tätbefolkat, med 3 022 invånare per kvadratkilometer.. Närmaste större samhälle är Wien, 0,95 km öster om Rathauspark. 
Runt Rathauspark är det i huvudsak tätbebyggt.